# Tony Awards
Les Tony Awards, de leur nom complet Antoinette Perry Awards, sont des récompenses théâtrales américaines décernées par l'American Theatre Wing depuis 1947.
On considère souvent cette récompense comme l'équivalent pour l'art dramatique (y compris les comédies musicales) des Oscars pour le cinéma, des Emmys pour la télévision et des Grammys pour la musique aux États-Unis.
Les récompenses sont attribuées par un jury d'environ 700 votants issus de divers métiers de l'industrie et de la presse du spectacle, sous le contrôle de l'American Theatre Wing et de la League of American Theatres and Producers. Depuis 1967, la cérémonie est retransmise sur une chaîne de télévision nationale, et inclut des chansons extraites des comédies musicales et des clips sur les pièces en compétition.

## Historique
Cette récompense a été fondée en 1947 par un comité du American Theatre Wing dirigé par Brock Pemberton. Elle porte le nom de Mary Antoinette "Tony" Perry, comédienne, directrice, productrice et cofondatrice de l'American Theatre Wing, qui est morte en 1946.

## Catégories de récompense
La plupart des catégories distinguent les pièces non-musicales (drames, comédies, etc.) des comédies musicales. Certaines, regroupant initialement les deux domaines, ont été scindées au fil du temps.

### Récompenses actuelles
- Meilleure pièce (Best Play) – depuis 1947
- Meilleure comédie musicale (Best Musical) – depuis 1949
- Meilleur acteur dans une pièce (Best Performance by a Leading Actor in a Play) – depuis 1947
- Meilleur acteur dans une comédie musicale (Best Performance by a Leading Actor in a Musical) – depuis 1948
- Meilleure actrice dans une pièce (Best Performance by a Leading Actress in a Play) – depuis 1947
- Meilleure actrice dans une comédie musicale (Best Performance by a Leading Actress in a Musical) – depuis 1948
- Meilleur acteur dans un second rôle dans une pièce (Best Performance by a Featured Actor in a Play) – depuis 1949
- Meilleur acteur dans un second rôle dans une comédie musicale (Best Performance by a Featured Actor in a Musical) – depuis 1947
- Meilleure actrice dans un second rôle dans une pièce (Best Performance by a Featured Actress in a Play) – depuis 1947
- Meilleure actrice dans un second rôle dans une comédie musicale (Best Performance by a Featured Actress in a Musical) – depuis 1950
- Meilleure partition originale (Best Original Score – Music and/or Lyrics – Written for the Theatre) – depuis 1947
- Meilleur livret de comédie musicale (Best Book of a Musical) – depuis 1949
- Meilleures orchestrations (Best Orchestrations) – depuis 1997
- Meilleure chorégraphie (Best Choreography) – depuis 1947
- Meilleur metteur en scène (Best Director) – de 1947 à 1959
  - Meilleure mise en scène pour une pièce (Best Direction of a Play) – depuis 1960
  - Meilleure mise en scène pour une comédie musicale (Best Direction of a Musical) – depuis 1960
- Meilleurs décors (Best Scenic Design) – de 1947 à 1960 ; de 1962 à 2004
  - Meilleurs décors pour une pièce (Best Scenic Design of a Play) – 1961 ; depuis 2005
  - Meilleurs décors pour une comédie musicale (Best Scenic Design of a Musical) – 1961 ; depuis 2005
- Meilleurs costumes (Best Costume Design) – de 1947 à 1960 ; de 1962 à 2004
  - Meilleurs costumes pour une pièce (Best Costume Design of a Play) – 1961 ; depuis 2005
  - Meilleurs costumes pour une comédie musicale (Best Costume Design of a Musical) – 1961 ; depuis 2005
- Meilleures lumières (Best Lighting Design) – de 1970 à 2004
  - Meilleures lumières pour une pièce (Best Lighting Design of a Play) – depuis 2005
  - Meilleures lumières pour une comédie musicale (Best Lighting Design of a Musical) – depuis 2005
- Meilleur son (Best Sound Design) – depuis 2008
  - Meilleur son pour une pièce (Best Sound Design of a Play) – depuis 2008
  - Meilleur son pour une comédie musicale (Best Sound Design of a Musical) – depuis 2008
- Meilleure reprise (Best Revival) – de 1977 à 1993
  - Meilleure reprise d'une pièce (Best Revival of a Play) – depuis 1994
  - Meilleure reprise d'une comédie musicale (Best Revival of a Musical) – depuis 1994

### Récompenses spéciales
- Isabelle Stevenson Award – depuis 2010
- Regional Theatre Tony Award – depuis 1976
- Tony Honors for Excellence in Theatre – depuis 1990
- Special Tony Award – depuis 1947

### Récompenses passées
- Révélation de l'année (Outstanding Performance by Newcomers) – uniquement en 1948
- Meilleur directeur musical ou chef d'orchestre (Best Conductor and Musical Director) – de 1948 à 1964
- Meilleur technicien de scène (Best Stage Technician) – de 1948 à 1963
- Événement théâtral exceptionnel (Best Special Theatrical Event) – 2001